# Copa Federación 2025
La Copa Federación 2025 fue la 33.ª edición de dicha competición, correspondiente a la temporada 2025-26.

## Fase Autonómica
Esta fase se desarrollará a nivel autonómico y podrán participar, mediante inscripción voluntaria, todos los clubes (no filiales) de Primera Federación, Segunda Federación y Tercera Federación de la pasada temporada que no se hayan clasificado bien a la Copa del Rey, o bien a la fase nacional de la Copa Federación.

### Torneo de Andalucía (Copa RFAF)
La disputaron los cuatro primeros clasificados de los grupos IX y X de Tercera Federación de la temporada anterior, en la modalidad de eliminatoria a ida y vuelta, sin incluirse a los que puedan haber ascendido a Segunda Federación, los ya clasificados para la Copa del Rey, Copa RFEF o los filiales.
Los equipos que resultaron ganadores de la primera eliminatoria jugaron una semifinal a ida y vuelta y fueron los dos finalistas, que también se jugaron el título a ida y vuelta, los que se clasificaron para la Fase Nacional.
Resultados
Cuartos de Final (16, 17 y 20/8/2025)
| Equipo 1                | Agr.             | Equipo 2           | Ida   | Vuelta |
| ----------------------- | ---------------- | ------------------ | ----- | ------ |
| C. P. Mijas Las Lagunas | 3 - 6            | C. F. Motril       | 2 - 2 | 1 - 4  |
| C. D. Huétor Vega       | 2 - 2 (3:4 pen.) | C. D. Huétor Tájar | 1 - 1 | 1 - 1  |
| C. D. Pozoblanco        | 5 - 5 (3:1 pen.) | C. D. Utrera       | 3 - 3 | 2 - 2  |
| Bollullos C. F.         | 4 - 3            | U. D. Tomares      | 4 - 0 | 0 - 3  |

Semifinales (?/8/2025)
| Equipo 1     | Agr. | Equipo 2     | Ida | Vuelta |
| ------------ | ---- | ------------ | --- | ------ |
| Bandera de ? | -    | Bandera de ? | -   | -      |
| Bandera de ? | -    | Bandera de ? | -   | -      |

Final (?/8/2025)
| Equipo 1     | Agr. | Equipo 2     | Ida | Vuelta |
| ------------ | ---- | ------------ | --- | ------ |
| Bandera de ? | -    | Bandera de ? | -   | -      |

| Campeón X título Clasificados a la Fase Nacional |

### Torneo de Aragón
Se inscribieron 5 equipos que se dividieron en dos grupos geográficos. Se enfrentaron en formato de liguilla y los vencedores de cada grupo se clasificaron para la final.
Fase de grupos
Grupo Norte
| Equipo       | PJ | G | E | P | GF | GC | DG | Pts |
| ------------ | -- | - | - | - | -- | -- | -- | --- |
| Bandera de ? | –  | – | – | – | –  | –  | –  | –   |
| Bandera de ? | –  | – | – | – | –  | –  | –  | –   |

Resultados
Jornada 1 (15/8/2025)
| Local           | Resultado | Visitante     |
| --------------- | --------- | ------------- |
| Atlético Monzón | 3 - 1     | C. D. Binéfar |

Jornada 2 (24/8/2025)
| Local         | Resultado | Visitante       |
| ------------- | --------- | --------------- |
| C. D. Binéfar | -         | Atlético Monzón |

Grupo Sur
| Equipo         | PJ | G | E | P | GF | GC | DG | Pts |
| -------------- | -- | - | - | - | -- | -- | -- | --- |
| Bandera de ?   | –  | – | – | – | –  | –  | –  | –   |
| Bandera de ?   | –  | – | – | – | –  | –  | –  | –   |
| C. D. Utrillas | 2  | 0 | 0 | 2 | 0  | 4  | -4 | 0   |

Resultados
Jornada 1 (10/8/2025)
| Local            | Resultado | Visitante      |
| ---------------- | --------- | -------------- |
| C. D. La Almunia | 3 - 0     | C. D. Utrillas |

- Descansa: C. F. Calamocha

Jornada 2 (17/8/2025)
| Local          | Resultado | Visitante       |
| -------------- | --------- | --------------- |
| C. D. Utrillas | 0 - 1     | C. F. Calamocha |

- Descansa: C. D. La Almunia

Jornada 3 (24/8/2025)
| Local           | Resultado | Visitante        |
| --------------- | --------- | ---------------- |
| C. F. Calamocha | -         | C. D. La Almunia |

- Descansa: C. D. Utrillas

Final (31/8/2025)
| Local        | Resultado | Visitante    |
| ------------ | --------- | ------------ |
| Bandera de ? | -         | Bandera de ? |

| Campeón X título Clasificado a la Fase Nacional |

### Torneo de Asturias
Se inscribieron 12 equipos. La competición se disputó a una sola vuelta y los partidos de esta fase de grupos se jugaron los días 16, 17, 20 y 24 de agosto en el orden ya prefijado de antemano según la configuración de los bombos.
Las Semifinales se disputaron el miércoles 27 y el jueves 28 de agosto y la Final el domingo 31 de agosto con el Marqués de la Vega de Anzo de Grado como escenario (los tres encuentros a partido único).
Fase de grupos
Grupo A
| Equipo       | PJ | G | E | P | GF | GC | DG | Pts |
| ------------ | -- | - | - | - | -- | -- | -- | --- |
| Bandera de ? | –  | – | – | – | –  | –  | –  | –   |
| Bandera de ? | –  | – | – | – | –  | –  | –  | –   |
| Bandera de ? | –  | – | – | – | –  | –  | –  | –   |

Resultados
Jornada 1 (20/8/2025)
| Local            | Resultado | Visitante              |
| ---------------- | --------- | ---------------------- |
| Marino de Luanco | 2 - 1     | E. I. San Martín R. A. |

Descansa: L'Entregu C. F.
Jornada 2 (17/8/2025)
| Local                  | Resultado | Visitante       |
| ---------------------- | --------- | --------------- |
| E. I. San Martín R. A. | 2 - 1     | L'Entregu C. F. |

Descansa: Marino de Luanco
Jornada 3 (24/8/2025)
| Local           | Resultado | Visitante        |
| --------------- | --------- | ---------------- |
| L'Entregu C. F. | -         | Marino de Luanco |

Descansa: E. I. San Martín R. A.
Grupo B
| Equipo       | PJ | G | E | P | GF | GC | DG | Pts |
| ------------ | -- | - | - | - | -- | -- | -- | --- |
| Bandera de ? | –  | – | – | – | –  | –  | –  | –   |
| Bandera de ? | –  | – | – | – | –  | –  | –  | –   |
| Bandera de ? | –  | – | – | – | –  | –  | –  | –   |

Resultados
Jornada 1 (16/8/2025)
| Local         | Resultado | Visitante     |
| ------------- | --------- | ------------- |
| C. D. Lealtad | 3 - 0     | Real Titánico |

Descansa: C. D. Colunga
Jornada 2 (20/8/2025)
| Local         | Resultado | Visitante     |
| ------------- | --------- | ------------- |
| Real Titánico | 3 - 2     | C. D. Colunga |

Descansa: C. D. Lealtad
Jornada 3 (24/8/2025)
| Local         | Resultado | Visitante     |
| ------------- | --------- | ------------- |
| C. D. Colunga | -         | C. D. Lealtad |

Descansa: Real Titánico
Grupo C
| Equipo       | PJ | G | E | P | GF | GC | DG | Pts |
| ------------ | -- | - | - | - | -- | -- | -- | --- |
| Bandera de ? | –  | – | – | – | –  | –  | –  | –   |
| Bandera de ? | –  | – | – | – | –  | –  | –  | –   |
| Bandera de ? | –  | – | – | – | –  | –  | –  | –   |

Resultados
Jornada 1 (17/8/2025)
| Local          | Resultado | Visitante       |
| -------------- | --------- | --------------- |
| C. D. Mosconia | 3 - 0     | U. C. de Ceares |

Descansa: C. D. Praviano
Jornada 2 (20/8/2025)
| Local           | Resultado | Visitante      |
| --------------- | --------- | -------------- |
| U. C. de Ceares | 2 - 1     | C. D. Praviano |

Descansa: C. D. Mosconia
Jornada 3 (23/8/2025)
| Local          | Resultado | Visitante      |
| -------------- | --------- | -------------- |
| C. D. Praviano | -         | C. D. Mosconia |

Descansa: U. C. de Ceares
Grupo D
| Equipo               | PJ | G | E | P | GF | GC | DG | Pts |
| -------------------- | -- | - | - | - | -- | -- | -- | --- |
| Bandera de ?         | –  | – | – | – | –  | –  | –  | –   |
| Bandera de ?         | –  | – | – | – | –  | –  | –  | –   |
| Avilés Stadium C. F. | 2  | 0 | 0 | 2 | 0  | 3  | -3 | 0   |

Resultados
Jornada 1 (17/8/2025)
| Local         | Resultado | Visitante            |
| ------------- | --------- | -------------------- |
| U. D. Llanera | 2 - 0     | Avilés Stadium C. F. |

Descansa: C. D. Tuilla
Jornada 2 (20/8/2025)
| Local                | Resultado | Visitante    |
| -------------------- | --------- | ------------ |
| Avilés Stadium C. F. | 0 - 1     | C. D. Tuilla |

Descansa: U. D. Llanera
Jornada 3 (23/8/2025)
| Local        | Resultado | Visitante     |
| ------------ | --------- | ------------- |
| C. D. Tuilla | -         | U. D. Llanera |

Descansa: Avilés Stadium C. F.
Semifinales (27 y 28/8/2025)
| Local        | Resultado | Visitante    |
| ------------ | --------- | ------------ |
| Bandera de ? | -         | Bandera de ? |
| Bandera de ? | -         | Bandera de ? |

Final (31/8/2025)
| Local        | Resultado | Visitante    |
| ------------ | --------- | ------------ |
| Bandera de ? | -         | Bandera de ? |

| Campeón X título Clasificado a la Fase Nacional |

### Torneo de Baleares
Se inscribieron 4 equipos, disputándose las eliminatorias a partido único.
Resultados
Semifinales (23 y 24/8/2025)
| Local                      | Resultado | Visitante               |
| -------------------------- | --------- | ----------------------- |
| C. D. Ibiza Islas Pitiusas | -         | S. C. R. Peña Deportiva |
| C. D. Andrach              | -         | U. D. Porreras          |

Final (?/8/2025)
| Local        | Resultado | Visitante    |
| ------------ | --------- | ------------ |
| Bandera de ? | -         | Bandera de ? |

| Campeón X título Clasificado a la Fase Nacional |

### Torneo de Canarias
La FCF abre plazo de inscripción para la Copa Federación 2025-26.
En esta fase regional, podrán intervenir todos los equipos adscritos la temporada 2024-25 a las categorías Preferente (tanto en el grupo de la FIFT -Interinsular Preferente Masculina- como en el grupo de la FIFLP -Regional Preferente-), Tercera Federación y Segunda Federación, excluidos aquellos equipos que intervengan en el Campeonato de España/Copa de SM el Rey, así como los que ostenten la condición de dependencia o filialidad.
El plazo para inscribirse termina el miércoles día 20 de agosto de 2025 antes de las 14:00 horas.

### Torneo de Cantabria
Se inscribieron 8 equipos, disputándose las eliminatorias a partido único en el campo del equipo local.
Resultados
Cuartos de Final (16 y 17/8/2025)
| Local                           | Resultado        | Visitante     |
| ------------------------------- | ---------------- | ------------- |
| U. M. Escobedo                  | 3 - 1            | C. D. Bezana  |
| R. S. Gimnástica de Torrelavega | 2 - 2 (5:4 pen.) | C. F. Vimenor |
| Atlético Albericia              | 2 - 0            | C. D. Cayón   |
| C. D. Laredo                    | 1 - 0            | Castro F. C.  |

Semifinales (23 y 24/8/2025)
| Local                           | Resultado | Visitante          |
| ------------------------------- | --------- | ------------------ |
| U. M. Escobedo                  | -         | Atlético Albericia |
| R. S. Gimnástica de Torrelavega | -         | C. D. Laredo       |

Final (?/8/2025)
| Local        | Resultado | Visitante    |
| ------------ | --------- | ------------ |
| Bandera de ? | -         | Bandera de ? |

| Campeón X título Clasificado a la Fase Nacional |

### Torneo de Castilla-La Mancha
Se inscribieron 8 equipos. Los emparejamientos se fijarán siguiendo criterios de proximidad geográfica y, por 
norma general, en el campo de inferior categoría en la temporada 2025-26 y, en caso de 
igualdad, ejercerá como local el equipo que hubiera disputado más partidos fuera de casa, 
con independencia de que hubiera iniciado o no la competición, salvo que lo hubieran hecho 
en idéntico número de ocasiones, en cuyo caso se jugará en el campo del equipo que hubiera 
quedado clasificado en mejor posición en la temporada 2024-25.
La final, también a partido único, se disputará en el Estadio Salto del Caballo de Toledo.
Resultados
Cuartos de Final (9 y 10/8/2025)
| Local                     | Resultado        | Visitante                         |
| ------------------------- | ---------------- | --------------------------------- |
| C. D. Tarancón            | 3 - 0            | U. B. Conquense                   |
| C. D. Toledo              | 6 - 0            | C. D. Cazalegas - Ébora Formación |
| C. D. Illescas            | 1 - 1 (3:4 pen.) | C. D. Fibritel Villacañas         |
| C. D. Huracán de Balazote | 0 - 2            | Yugo-U. D. Socuéllamos C. F.      |

Semifinales (13 y 16/8/2025)
| Local                     | Resultado        | Visitante                    |
| ------------------------- | ---------------- | ---------------------------- |
| C. D. Tarancón            | 0 - 0 (3:5 pen.) | Yugo-U. D. Socuéllamos C. F. |
| C. D. Fibritel Villacañas | 0 - 1            | C. D. Toledo                 |

Final (23/8/2025)
| Local        | Resultado | Visitante                    |
| ------------ | --------- | ---------------------------- |
| C. D. Toledo | -         | Yugo-U. D. Socuéllamos C. F. |

| Campeón X título Clasificado a la Fase Nacional |

### Torneo de Castilla y León
Se inscribieron 7 equipos. La competición se disputó por el sistema de liga a una vuelta en dos grupos distribuidos siguiendo criterios de proximidad geográfica. Así, el grupo A englobará a los equipos de la provincia de Salamanca, y el grupo B a los equipos de las provincias de Ávila, Burgos, León, Palencia, Segovia, Soria, Valladolid y Zamora.
La final se celebrará, a partido único, entre los campeones de cada grupo, en el Estadio Luciano Rubio de Benavente.
Fase de grupos
Grupo A
| Equipo                        | PJ | G | E | P | GF | GC | DG | Pts |
| ----------------------------- | -- | - | - | - | -- | -- | -- | --- |
| Unionistas de Salamanca C. F. | 3  | 2 | 1 | 0 | 7  | 1  | +6 | 7   |
| C. D. Guijuelo                | 3  | 1 | 2 | 0 | 3  | 2  | +1 | 5   |
| Salamanca C. F. UDS           | 3  | 1 | 1 | 1 | 3  | 4  | -1 | 4   |
| U. D. Santa Marta             | 3  | 0 | 0 | 3 | 1  | 7  | -6 | 0   |

Resultados
Jornada 1 (2 y 3/8/2025)
| Local               | Resultado | Visitante                     |
| ------------------- | --------- | ----------------------------- |
| Salamanca C. F. UDS | 1 - 1     | C. D. Guijuelo                |
| U. D. Santa Marta   | 0 - 4     | Unionistas de Salamanca C. F. |

Jornada 2 (9/8/2025)
| Local                         | Resultado | Visitante           |
| ----------------------------- | --------- | ------------------- |
| U. D. Santa Marta             | 0 - 1     | C. D. Guijuelo      |
| Unionistas de Salamanca C. F. | 2 - 0     | Salamanca C. F. UDS |

Jornada 3 (16/8/2025)
| Local               | Resultado | Visitante                     |
| ------------------- | --------- | ----------------------------- |
| Salamanca C. F. UDS | 2 - 1     | U. D. Santa Marta             |
| C. D. Guijuelo      | 1 - 1     | Unionistas de Salamanca C. F. |

Grupo B
| Equipo           | PJ | G | E | P | GF | GC | DG | Pts |
| ---------------- | -- | - | - | - | -- | -- | -- | --- |
| Zamora C. F.     | 2  | 2 | 0 | 0 | 5  | 1  | +4 | 6   |
| Palencia C. F.   | 2  | 0 | 1 | 1 | 2  | 4  | -2 | 1   |
| C. D. Villaralbo | 2  | 0 | 1 | 1 | 1  | 3  | -2 | 1   |

Resultados
Jornada 1 (2/8/2025)
| Local          | Resultado | Visitante    |
| -------------- | --------- | ------------ |
| Palencia C. F. | 1 - 3     | Zamora C. F. |

- Descansa: C. D. Villaralbo

Jornada 2 (10/8/2025)
| Local            | Resultado | Visitante    |
| ---------------- | --------- | ------------ |
| C. D. Villaralbo | 0 - 2     | Zamora C. F. |

- Descansa: Palencia C. F.

Jornada 3 (17/8/2025)
| Local          | Resultado | Visitante        |
| -------------- | --------- | ---------------- |
| Palencia C. F. | 1 - 1     | C. D. Villaralbo |

- Descansa: Zamora C. F.

Final (24/8/2025)
| Local        | Resultado | Visitante                     |
| ------------ | --------- | ----------------------------- |
| Zamora C. F. | -         | Unionistas de Salamanca C. F. |

| Campeón X título Clasificado a la Fase Nacional |

### Torneo de Cataluña
Se inscribieron 2 equipos que se enfrentaron en una final, a partido único, en el Nuevo Estadio Municipal de Cornellá de Llobregat.
Resultados
Final (23/8/2025)
| Local          | Resultado | Visitante  |
| -------------- | --------- | ---------- |
| U. E. Cornellà | -         | U. E. Tona |

| Campeón 1.er título Clasificado a la Fase Nacional |

### Torneo de Extremadura
Se inscribieron 7 equipos que se emparejaron por proximidad geográfica. Se enfrentaron en formato de partido único en el campo del equipo local.
La Final se disputará, también a partido único, en un campo a determinar.
Resultados
Cuartos de Final (17/8/2025)
| Local              | Resultado        | Visitante            |
| ------------------ | ---------------- | -------------------- |
| C. P. Montehermoso | 0 - 0 (2:4 pen.) | Moralo C. P.         |
| C. D. Gévora       | 1 - 1 (3:1 pen.) | Atlético Pueblonuevo |
| C. D. Santa Amalia | 0 - 0 (3:1 pen.) | C. F. Villanovense   |

- Exento: C. D. Cabeza del Buey

Semifinales (24/8/2025)
| Local                 | Resultado | Visitante          |
| --------------------- | --------- | ------------------ |
| Moralo C. P.          | -         | C. D. Gévora       |
| C. D. Cabeza del Buey | -         | C. D. Santa Amalia |

Final (31/8/2025)
| Local        | Resultado | Visitante    |
| ------------ | --------- | ------------ |
| Bandera de ? | -         | Bandera de ? |

| Campeón X título Clasificado a la Fase Nacional |

### Torneo de Galicia
Se inscribieron 12 equipos que se enfrentaron, en eliminatorias, en formato de partido único en el campo del equipo local.
La Final se disputará, también a partido único, en campo a determinar.
Resultados
Eliminatoria Previa (3, 6, 7 y 9/8/2025)
| Local           | Resultado | Visitante       |
| --------------- | --------- | --------------- |
| Gran Peña F. C. | 0 - 2     | Coruxo C. F.    |
| S. D. Sarriana  | 0 - 2     | Orense C. F.    |
| U. D. Barbadás  | 0 - 2     | C. D. Arenteiro |
| Arosa S. C.     | 1 - 0     | Alondras C. F.  |

Cuartos de Final (13/8/2025)
| Local                 | Resultado        | Visitante       |
| --------------------- | ---------------- | --------------- |
| Racing Club Villalbés | 0 - 3            | Orense C. F.    |
| Arosa S. C.           | 0 - 0 (5:4 pen.) | Coruxo C. F.    |
| Silva S. D.           | 0 - 0 (4:5 pen.) | C. D. Arenteiro |
| C. F. Noya            | 1 - 1 (2:4 pen.) | C. D. Boiro     |

Semifinales (20/8/2025)
| Local        | Resultado | Visitante       |
| ------------ | --------- | --------------- |
| Arosa S. C.  | 2 - 1     | C. D. Boiro     |
| Orense C. F. | 2 - 0     | C. D. Arenteiro |

Final (24/8/2025)
| Local       | Resultado | Visitante    |
| ----------- | --------- | ------------ |
| Arosa S. C. | -         | Orense C. F. |

| Campeón X título Clasificado a la Fase Nacional |

### Torneo de La Rioja
Se inscribieron 3 equipos que se enfrentaron, en eliminatorias, en formato de partido único en el campo del equipo local.
Resultados
Semifinal (24/8/2025)
| Local         | Resultado | Visitante              |
| ------------- | --------- | ---------------------- |
| S. D. Oyonesa | -         | C. D. F. C. La Calzada |

- Exento: C. D. Alfaro

Final (?/8/2025)
| Local        | Resultado | Visitante    |
| ------------ | --------- | ------------ |
| Bandera de ? | -         | C. D. Alfaro |

| Campeón X título Clasificado a la Fase Nacional |

### Torneo de Madrid
Se inscribieron 8 equipos que fueron divididos en dos grupo de cuatro. Se disputó a una vuelta, de todos contra todos, en tres jornadas.
La final se jugará en los Campos de fútbol Ernesto Cotorruelo o Valdebernardo de Madrid.
Fase de grupos
Grupo A
| Equipo                           | PJ | G | E | P | GF | GC | DG | Pts |
| -------------------------------- | -- | - | - | - | -- | -- | -- | --- |
| U. D. San Sebastián de los Reyes | 3  | 1 | 2 | 0 | 5  | 2  | +3 | 5   |
| A. D. Unión Adarve               | 3  | 1 | 2 | 0 | 4  | 1  | +3 | 5   |
| Las Rozas C. F.                  | 3  | 1 | 1 | 1 | 4  | 5  | -1 | 4   |
| México F. C.                     | 3  | 0 | 1 | 2 | 1  | 6  | -5 | 1   |

Resultados
Jornada 1 (13/8/2025)
| Local           | Resultado | Visitante                        |
| --------------- | --------- | -------------------------------- |
| México F. C.    | 0 - 0     | A. D. Unión Adarve               |
| Las Rozas C. F. | 1 - 1     | U. D. San Sebastián de los Reyes |

Jornada 2 (16 y 17/8/2025)
| Local                            | Resultado | Visitante       |
| -------------------------------- | --------- | --------------- |
| U. D. San Sebastián de los Reyes | 3 - 0     | México F. C.    |
| A. D. Unión Adarve               | 3 - 0     | Las Rozas C. F. |

Jornada 3 (20/8/2025)
| Local              | Resultado | Visitante                        |
| ------------------ | --------- | -------------------------------- |
| México F. C.       | 1 - 3     | Las Rozas C. F.                  |
| A. D. Unión Adarve | 1 - 1     | U. D. San Sebastián de los Reyes |

Grupo B
| Equipo              | PJ | G | E | P | GF | GC | DG | Pts |
| ------------------- | -- | - | - | - | -- | -- | -- | --- |
| C. D. Móstoles URJC | 3  | 2 | 1 | 0 | 4  | 0  | +4 | 7   |
| Bandera de ?        | –  | – | – | – | –  | –  | –  | –   |
| Bandera de ?        | –  | – | – | – | –  | –  | –  | –   |
| Bandera de ?        | –  | – | – | – | –  | –  | –  | –   |

Resultados
Jornada 1 (13/8/2025)
| Local                | Resultado | Visitante                      |
| -------------------- | --------- | ------------------------------ |
| C. D. Móstoles URJC  | 0 - 0     | S. A. D. Villaverde San Andrés |
| A. D. Torrejón C. F. | 1 - 1     | A. D. Parla                    |

Jornada 2 (17/8/2025)
| Local                          | Resultado | Visitante            |
| ------------------------------ | --------- | -------------------- |
| S. A. D. Villaverde San Andrés | 0 - 0     | A. D. Torrejón C. F. |
| A. D. Parla                    | 0 - 1     | C. D. Móstoles URJC  |

Jornada 3 (20/8/2025)
| Local                          | Resultado | Visitante            |
| ------------------------------ | --------- | -------------------- |
| C. D. Móstoles URJC            | 3 - 0     | A. D. Torrejón C. F. |
| S. A. D. Villaverde San Andrés | 0 - 0     | A. D. Parla          |

Final (24/8/2025)
| Local        | Resultado | Visitante    |
| ------------ | --------- | ------------ |
| Bandera de ? | -         | Bandera de ? |

| Campeón X título Clasificado a la Fase Nacional |

### Torneo de Murcia
Se inscribieron 9 equipos que se enfrentaron, en eliminatorias, en formato de partido único en el campo del equipo local.
La Final se disputará, también a partido único, en un campo a determinar.
Resultados
Eliminatoria Previa (20/8/2025)
| Local         | Resultado  | Visitante       |
| ------------- | ---------- | --------------- |
| Águilas F. C. | Cancelado* | C. F. Santomera |

(*) La eliminatoria no se jugó, debido a que la Unión Molinense C. F. iba disputar los cuatros de final pero al estar ya clasificado para la Fase Nacional tuvo que ser retirado de la competición, y ambos equipos pasaron de ronda.

Cuartos de Final (23 y 24/8/2025)
| Local             | Resultado | Visitante          |
| ----------------- | --------- | ------------------ |
| Águilas F. C.     | -         | C. D. Minera       |
| Yeclano Deportivo | -         | C. F. Santomera    |
| S. F. C. Minerva  | -         | Muleño C. F.       |
| Mazarrón F. C.    | -         | Olímpico de Totana |

Semifinales (27/8/2025)
| Local        | Resultado | Visitante    |
| ------------ | --------- | ------------ |
| Bandera de ? | -         | Bandera de ? |
| Bandera de ? | -         | Bandera de ? |

Final (31/8/2025)
| Local        | Resultado | Visitante    |
| ------------ | --------- | ------------ |
| Bandera de ? | -         | Bandera de ? |

| Campeón X título Clasificado a la Fase Nacional |

### Torneo de Navarra
Se inscribieron 4 equipos, que disputaron las semifinales a partido único en el campo de los equipos que juegan de local.
La final se jugará en un campo neutral aún por determinar.
Resultados
Semifinales (27/8/2025)
| Local             | Resultado | Visitante        |
| ----------------- | --------- | ---------------- |
| U. D. C. Chantrea | -         | Peña Sport F. C. |
| C. D. Tudelano    | -         | C. D. Cortes     |

Final (1/9/2025)
| Local        | Resultado | Visitante    |
| ------------ | --------- | ------------ |
| Bandera de ? | -         | Bandera de ? |

| Campeón X título Clasificado a la Fase Nacional |

### Torneo del País Vasco
Se inscribieron 7 equipos, disputándose las eliminatorias a partido único en el campo del equipo local.
Resultados
Eliminatoria Previa (13/8/2025)
| Local             | Resultado        | Visitante         |
| ----------------- | ---------------- | ----------------- |
| Sestao River Club | 1 - 0            | Real Unión Club   |
| S. D. Amorebieta  | 3 - 1            | C. D. San Ignacio |
| C. D. Derio       | 0 - 0 (4:3 pen.) | C. D. Santurtzi   |

- Exento: S. D. Gernika Club

Semifinales (20/8/2025)
| Local             | Resultado        | Visitante          |
| ----------------- | ---------------- | ------------------ |
| Sestao River Club | 0 - 0 (3:4 pen.) | S. D. Amorebieta   |
| C. D. Derio       | 2 - 3 (t.s.)     | S. D. Gernika Club |

Final (27/8/2025)
| Local        | Resultado | Visitante    |
| ------------ | --------- | ------------ |
| Bandera de ? | -         | Bandera de ? |

| Campeón X título Clasificado a la Fase Nacional |

### Torneo de Valencia
Se inscribieron 2 equipos, que disputaron la final en formato de ida y vuelta. La ida se jugó en el Estadio Antonio Solana de Alicante y la vuelta en el Estadio municipal Los Arcos de Orihuela.
Resultados
Final - Ida (23/8/2025)
| Local           | Resultado | Visitante      |
| --------------- | --------- | -------------- |
| C. F. Intercity | -         | Orihuela C. F. |

Final - Vuelta (30/8/2025)
| Local          | Resultado | Visitante       |
| -------------- | --------- | --------------- |
| Orihuela C. F. | -         | C. F. Intercity |

| Campeón X título Clasificado a la Fase Nacional |

## Fase Nacional
Se clasifican directamente a la Fase Nacional los 5 mejor clasificados de cada uno de los grupos de la Segunda Federación 2024-25 y 7 equipos de la Tercera Federación 2024-25, siendo éstos los mejores segundos de cada grupo que no hayan clasificado para la Copa del Rey 2025-26 y, en caso de ser necesario, los mejores terceros. No pueden participar los equipos filiales.
Por otro lado, lo harán 20 clubes mediante las fases autonómicas de la temporada 2025-26, siendo cada una de ellas organizada por cada una de las 19 federaciones adscritas a la Real Federación Española de Fútbol. El club campeón de cada fase autonómica (excepto de Andalucía, donde clasificarán dos clubes) entrará directamente en esta Fase Nacional.

### Equipos clasificados
| Segunda Federación 2024-25                                         | Tercera Federación 2024-25                                                                                            | Fases autonómicas 2025-26 |
| ------------------------------------------------------------------ | --- | ------------------------- |
| Bergantiños F. C. S. D. Ejea Tarrasa F. C. Xerez C. D. C. D. Coria | C. D. Estradense C. D. Covadonga C. E. Atlètic Lleida S. D. Formentera Unión Molinense C. F. C. F. Jaraíz C. D. Varea | C. D. Ceuta 6 de Junio    |

### Sorteo
Los 32 equipos clasificados se dividen en 4 cuadros con 8 equipos en cada por criterios de proximidad geográfica enfrentándose en eliminatorias entre sí. Se comienza emparejando del cuadro del bombo A, seguido del bombo B, el bombo C y finalmente el bombo D.
Posteriormente el campeón de las eliminatorias de cada cuadro, avanza a semifinales obteniendo así el pase a la Copa del Rey para después cruzarse con el resto de campeones del resto de cuadros.
Los partidos se disputan en el campo del equipo que salga en primer lugar en la extracción de las bolas. 
Los cuatro bombos del sorteo quedaron definidos de la siguiente manera:
| Bombo A | Bombo B | Bombo C | Bombo D |
| --- | --- | --- | --- |
| Bandera de ? · Bandera de ? · Bandera de ? · Bandera de ? · Bandera de ? · Bandera de ? · Bandera de ? · Bandera de ? | Bandera de ? · Bandera de ? · Bandera de ? · Bandera de ? · Bandera de ? · Bandera de ? · Bandera de ? · Bandera de ? | Bandera de ? · Bandera de ? · Bandera de ? · Bandera de ? · Bandera de ? · Bandera de ? · Bandera de ? · Bandera de ? | Bandera de ? · Bandera de ? · Bandera de ? · Bandera de ? · Bandera de ? · Bandera de ? · Bandera de ? · Bandera de ? |

Para la semifinales y para la final se realiza otro sorteo entre el ganador del cuadro A y B para determinar el equipo local y visitante, haciendo lo mismo con el cuadro C y D.

### Cuadro A
|  | Cuartos de final | Cuartos de final |              |  | Semifinal | Semifinal    |  |  | Final | Final |  |
|  |                  |                  |              |  |           |              |  |  |       |       |  |
|  |                  |                  |              |  |           |              |  |  |       |       |  |
|  | Bandera de ?     |                  |              |  |           |              |  |  |       |       |  |
|  |                  |                  |              |  |           |              |  |  |       |       |  |
|  | Bandera de ?     |                  |              |  |           |              |  |  |       |       |  |
|  |                  | Bandera de ?     |              |  |           |              |  |  |       |       |  |
|  |                  |                  |              |  |           |              |  |  |       |       |  |
|  |                  |                  | Bandera de ? |  |           |              |  |  |       |       |  |
|  | Bandera de ?     |                  |              |  |           |              |  |  |       |       |  |
|  |                  |                  |              |  |           |              |  |  |       |       |  |
|  | Bandera de ?     |                  |              |  |           |              |  |  |       |       |  |
|  |                  |                  |              |  |           | Bandera de ? |  |  |       |       |  |
|  |                  |                  |              |  |           |              |  |  |       |       |  |
|  |                  |                  | Bandera de ? |  |           |              |  |  |       |       |  |
|  | Bandera de ?     |                  |              |  |           |              |  |  |       |       |  |
|  |                  |                  |              |  |           |              |  |  |       |       |  |
|  | Bandera de ?     |                  |              |  |           |              |  |  |       |       |  |
|  |                  | Bandera de ?     |              |  |           |              |  |  |       |       |  |
|  |                  |                  |              |  |           |              |  |  |       |       |  |
|  |                  |                  | Bandera de ? |  |           |              |  |  |       |       |  |
|  | Bandera de ?     |                  |              |  |           |              |  |  |       |       |  |
|  |                  |                  |              |  |           |              |  |  |       |       |  |
|  | Bandera de ?     |                  |              |  |           |              |  |  |       |       |  |
|  |                  |                  |              |  |           |              |  |  |       |       |  |
|  |                  |                  |              |  |           |              |  |  |       |       |  |

### Cuadro B
|  | Cuartos de final | Cuartos de final |              |  | Semifinal | Semifinal    |  |  | Final | Final |  |
|  |                  |                  |              |  |           |              |  |  |       |       |  |
|  |                  |                  |              |  |           |              |  |  |       |       |  |
|  | Bandera de ?     |                  |              |  |           |              |  |  |       |       |  |
|  |                  |                  |              |  |           |              |  |  |       |       |  |
|  | Bandera de ?     |                  |              |  |           |              |  |  |       |       |  |
|  |                  | Bandera de ?     |              |  |           |              |  |  |       |       |  |
|  |                  |                  |              |  |           |              |  |  |       |       |  |
|  |                  |                  | Bandera de ? |  |           |              |  |  |       |       |  |
|  | Bandera de ?     |                  |              |  |           |              |  |  |       |       |  |
|  |                  |                  |              |  |           |              |  |  |       |       |  |
|  | Bandera de ?     |                  |              |  |           |              |  |  |       |       |  |
|  |                  |                  |              |  |           | Bandera de ? |  |  |       |       |  |
|  |                  |                  |              |  |           |              |  |  |       |       |  |
|  |                  |                  | Bandera de ? |  |           |              |  |  |       |       |  |
|  | Bandera de ?     |                  |              |  |           |              |  |  |       |       |  |
|  |                  |                  |              |  |           |              |  |  |       |       |  |
|  | Bandera de ?     |                  |              |  |           |              |  |  |       |       |  |
|  |                  | Bandera de ?     |              |  |           |              |  |  |       |       |  |
|  |                  |                  |              |  |           |              |  |  |       |       |  |
|  |                  |                  | Bandera de ? |  |           |              |  |  |       |       |  |
|  | Bandera de ?     |                  |              |  |           |              |  |  |       |       |  |
|  |                  |                  |              |  |           |              |  |  |       |       |  |
|  | Bandera de ?     |                  |              |  |           |              |  |  |       |       |  |
|  |                  |                  |              |  |           |              |  |  |       |       |  |
|  |                  |                  |              |  |           |              |  |  |       |       |  |

### Cuadro C
|  | Cuartos de final | Cuartos de final |              |  | Semifinal | Semifinal    |  |  | Final | Final |  |
|  |                  |                  |              |  |           |              |  |  |       |       |  |
|  |                  |                  |              |  |           |              |  |  |       |       |  |
|  | Bandera de ?     |                  |              |  |           |              |  |  |       |       |  |
|  |                  |                  |              |  |           |              |  |  |       |       |  |
|  | Bandera de ?     |                  |              |  |           |              |  |  |       |       |  |
|  |                  | Bandera de ?     |              |  |           |              |  |  |       |       |  |
|  |                  |                  |              |  |           |              |  |  |       |       |  |
|  |                  |                  | Bandera de ? |  |           |              |  |  |       |       |  |
|  | Bandera de ?     |                  |              |  |           |              |  |  |       |       |  |
|  |                  |                  |              |  |           |              |  |  |       |       |  |
|  | Bandera de ?     |                  |              |  |           |              |  |  |       |       |  |
|  |                  |                  |              |  |           | Bandera de ? |  |  |       |       |  |
|  |                  |                  |              |  |           |              |  |  |       |       |  |
|  |                  |                  | Bandera de ? |  |           |              |  |  |       |       |  |
|  | Bandera de ?     |                  |              |  |           |              |  |  |       |       |  |
|  |                  |                  |              |  |           |              |  |  |       |       |  |
|  | Bandera de ?     |                  |              |  |           |              |  |  |       |       |  |
|  |                  | Bandera de ?     |              |  |           |              |  |  |       |       |  |
|  |                  |                  |              |  |           |              |  |  |       |       |  |
|  |                  |                  | Bandera de ? |  |           |              |  |  |       |       |  |
|  | Bandera de ?     |                  |              |  |           |              |  |  |       |       |  |
|  |                  |                  |              |  |           |              |  |  |       |       |  |
|  | Bandera de ?     |                  |              |  |           |              |  |  |       |       |  |
|  |                  |                  |              |  |           |              |  |  |       |       |  |
|  |                  |                  |              |  |           |              |  |  |       |       |  |

### Cuadro D
|  | Cuartos de final | Cuartos de final |              |  | Semifinal | Semifinal    |  |  | Final | Final |  |
|  |                  |                  |              |  |           |              |  |  |       |       |  |
|  |                  |                  |              |  |           |              |  |  |       |       |  |
|  | Bandera de ?     |                  |              |  |           |              |  |  |       |       |  |
|  |                  |                  |              |  |           |              |  |  |       |       |  |
|  | Bandera de ?     |                  |              |  |           |              |  |  |       |       |  |
|  |                  | Bandera de ?     |              |  |           |              |  |  |       |       |  |
|  |                  |                  |              |  |           |              |  |  |       |       |  |
|  |                  |                  | Bandera de ? |  |           |              |  |  |       |       |  |
|  | Bandera de ?     |                  |              |  |           |              |  |  |       |       |  |
|  |                  |                  |              |  |           |              |  |  |       |       |  |
|  | Bandera de ?     |                  |              |  |           |              |  |  |       |       |  |
|  |                  |                  |              |  |           | Bandera de ? |  |  |       |       |  |
|  |                  |                  |              |  |           |              |  |  |       |       |  |
|  |                  |                  | Bandera de ? |  |           |              |  |  |       |       |  |
|  | Bandera de ?     |                  |              |  |           |              |  |  |       |       |  |
|  |                  |                  |              |  |           |              |  |  |       |       |  |
|  | Bandera de ?     |                  |              |  |           |              |  |  |       |       |  |
|  |                  | Bandera de ?     |              |  |           |              |  |  |       |       |  |
|  |                  |                  |              |  |           |              |  |  |       |       |  |
|  |                  |                  | Bandera de ? |  |           |              |  |  |       |       |  |
|  | Bandera de ?     |                  |              |  |           |              |  |  |       |       |  |
|  |                  |                  |              |  |           |              |  |  |       |       |  |
|  | Bandera de ?     |                  |              |  |           |              |  |  |       |       |  |
|  |                  |                  |              |  |           |              |  |  |       |       |  |
|  |                  |                  |              |  |           |              |  |  |       |       |  |

### Fase Final por el campeonato
|  | Semifinales  | Semifinales  | Semifinales  |  |  | Final | Final | Final |  |
|  |              |              |              |  |  |       |       |       |  |
|  |              |              |              |  |  |       |       |       |  |
|  | Bandera de ? |              |              |  |  |       |       |       |  |
|  |              |              |              |  |  |       |       |       |  |
|  | Bandera de ? |              |              |  |  |       |       |       |  |
|  |              | Bandera de ? |              |  |  |       |       |       |  |
|  |              |              |              |  |  |       |       |       |  |
|  |              |              | Bandera de ? |  |  |       |       |       |  |
|  | Bandera de ? |              |              |  |  |       |       |       |  |
|  |              |              |              |  |  |       |       |       |  |
|  | Bandera de ? |              |              |  |  |       |       |       |  |
|  |              |              |              |  |  |       |       |       |  |
|  |              |              |              |  |  |       |       |       |  |

|                    |
| Bandera de ?       |
| Campeón X.º título |

## Clasificados para laCopa del Rey 2025-26
Se clasifican los cuatro semifinalistas.
| Bandera de ? | Bandera de ? | Bandera de ? | Bandera de ? |
|              |              |              |              |